# 高金蔵
高 金蔵（こう きんぞう、生没年不詳）は、飛鳥時代から奈良時代にかけての官人・陰陽家。初めは僧侶で法名は信成。官位は従五位下・陰陽師。

## 経歴
高句麗からの渡来人で、初めは法名を信成（しんじょう）と称する僧侶であった。文武朝の大宝元年（701年）勅を受けて、恵耀・東楼とともに還俗して本姓に復し、高金蔵と名乗った。
なお、持統朝から元明朝にかけて、僧尼令の規定に反する僧尼身分の剥奪とは異なる、上記のような還俗の記事が散見されることに関して、以下理由によりこれらの還俗が遣唐使の代替として、朝鮮半島とりわけ新羅を通じて大陸文化を摂取し、律令制の学芸部門の充実にあてられたのではないか、という推論がある（関晃）。
1. 『書紀』『続紀』に見られる該当する人物が渡来系氏族の出身者である。
2. その後、彼らが律令政府の学芸部門で主要な地位を占めており、当時の文化担当者層である。
3. 遣唐使が派遣されなかった時期にこれらの措置が取られており、中には新羅に学問僧として派遣された者が含まれている。

その後時期は不明ながら、官人考試帳に陰陽博士・觮兄麻呂（以前同時に還俗した恵耀）や天文博士・王中文（以前同時に還俗した東楼）らとともに、陰陽師として占卜効験多者最により「中上」の評価されている記録がある（この時の官位は正七位下行陰陽師。年齢は58歳）。元正朝の養老7年（723年）従五位下に叙爵している。

## 官歴
『続日本紀』による。
- 大宝元年（701年） 8月2日：還俗（信成から高金蔵に改姓改名）
- 養老2年（718年）以前：正七位下。陰陽師[3]
- 時期不詳：正六位上
- 養老7年（723年） 正月10日：従五位下